# چیکوجو، فوکوئوکا
چیکوجو، فوکوئوکا (به لاتین: Chikujō, Fukuoka) یک منطقهٔ مسکونی در ژاپن است که در استان فوکوئوکا واقع شده‌است. چیکوجو ۲۱٬۴۴۱ نفر جمعیت دارد.